# Aegotheles affinis
Aegotheles affinis — вид дрімлюгоподібних птахів родини еготелових (Aegothelidae).

## Поширення
Ендемік Нової Гвінеї. Aegotheles affinis представлений двома підвидами: номінальний A. a. affinis відомий лише з гір Арфак у провінції Західне Папуа (Індонезія), тоді як А. а. terborghi відомий з одного зразка, зібраного в 1964 році, і одного спостереження в 2016 році в околицях міста Карімуї в провінції Східний Гайлендс (Папуа Нова Гвінея).

## Опис
Птахи завдовжки до 23 см, великою головою і густим оперенням. Забарвлення верхньої частини тіла від темно-коричневого до майже чорного, пір'я з вузькими сірувато-білими кінчиками. На лиці виділяються світлі широкі брови, на шиї — білуватий комірець. Оперення знизу сіре або світло-коричневе з широкими плямами або смугами.

## Спосіб життя
Живе у вологих лісах в рівнинній та горбистій місцевості на висоті 850—1500 м над рівнем моря. Даних про раціон та розмноження немає.